# Вооружён и опасен
«Вооружён и опасен» (англ. Armed And Dangerous) — художественный фильм 1986 года производства США. Этот фильм также известен и под другим названием — «Вооружены и опасны».

## Сюжет
Чудаковатый полицейский Фрэнк Дули — невезучий по жизни. Его постоянные злоключения на работе в конце концов завершаются увольнением, причём по ошибке — бедолаге, как всегда, пришлось расплатиться за чужие грехи.
В это самое время разочарованный и совершенно разбитый Дули знакомится с невезучим адвокатом Норманом Кэйном, которого тоже выгнали с работы. Собратья по несчастью решают вместе попытать удачу и устраиваются в охранную фирму.
Но и здесь неприятности начинают преследовать их с самого первого дня. А через некоторое время Дули и Кэйна уже тихо ненавидят все сотрудники фирмы. Тогда друзья задумывают совершить нечто такое, что заставит окружающих изменить мнение об их способностях…

## В ролях
| Актёр            | Роль                     |
| ---------------- | ------------------------ |
| Джон Кэнди       | Фрэнк Дули               |
| Юджин Леви       | Норман Кэйн              |
| Роберт Лоджиа    | Майкл Карлино            |
| Кеннет МакМиллан | капитан Клэренс О’Коннор |
| Мег Райан        | Мэгги Кавано             |
| Брайон Джеймс    | Энтони Лазарус           |
| Савелий Крамаров | Олаф                     |
| Джонатан Бэнкс   | Клайд Клеппер            |
| Дон Страуд       | сержант Риццо            |
| Томми Листер     | сержант Бруно            |
| Стив Рейлсбэк    | ковбой, водитель тягача  |

## Интересные факты
- В одной из ролей второго плана в этом фильме снялся Савелий Крамаров.